# 八川村
八川村（やかわむら）は、島根県仁多郡にあった村。現在の奥出雲町八川、大谷、下横田にあたる。

## 地理
- 河川：下横田川[1]
- 山岳：三国山[2]

## 歴史
- 1889年（明治22年）4月1日、町村制の施行により、仁多郡八川村、大谷村、下横田村が合併して村制施行し、八川村が発足[2][3]。
- 1898年（明治31年）八川村駐在所開設[1]。
- 1907年（明治40年）三ケ国牧場開設[2]。
- 1919年（大正8年）八川村信用組合設立[1]。
- 1921年（大正10年）八川郵便局開設[1]。
- 1953年（昭和28年）12月1日、広島県比婆郡八鉾村の一部（油木字三井野の一部）を編入[2][3]。
- 1957年（昭和32年）9月20日、仁多郡横田町、鳥上村、馬木村と合併し斐上町を新設して廃止された[2][3]。

### 地名の由来
地内に8つの川があることから。

## 産業
- 農業、畜産、木炭[2]

## 交通

### 鉄道
- 1934年（昭和9年）国有鉄道木次線、八川駅、出雲坂根駅を開設[2]。

### 県道
- 島根県道218号八川停車場線[2]
- 島根県道270号下横田出雲三成停車場線[1]

## 教育
- 1947年（昭和22年）村立八川中学校開校[2]